# Munich Arena
Die Munich Arena ist eine geplante, privat finanzierte Konzert- und Eventhalle in Freising, unmittelbar angrenzend an den Flughafen München (MUC). Sie soll bis zu 20.000 Besucher fassen und im Jahr 2029 eröffnet werden.

## Standort und Verkehrsanbindung
Der geplante Standort der Arena liegt auf Freisinger Flur am nordwestlichen Ende des Münchner Flughafens. Koordinaten: 48° 21′ 13,8″ N, 11° 44′ 50,7″ O Zu den geplanten Maßnahmen gehören eine fußläufige Anbindung, unter anderem vom S-Bahn-Haltepunkt München Flughafen Besucherpark , sowie verkehrsplanerische Konzepte. Ergänzend sieht das Konzept den Bau eines Parkhauses sowie eines Hotels mit rund 200 Zimmern vor. Alle Planungsinhalte werden im Rahmen des laufenden Bebauungsplanverfahrens gemeinsam mit der Stadt Freising weiter konkretisiert und abgestimmt.
Kritische Stimmen befürchten ein erhöhtes Verkehrsaufkommen an zentralen Knotenpunkten, eine Zunahme von Flugbewegungen sowie negative Auswirkungen auf die umliegende Fauna des Arena-Geländes.

## Investor
Die in Freising ansässige SWMunich Real Estate unter der Geschäftsführung von Lorenz Schmid ist für Planung und Bau der Arena verantwortlich. Die Gesamtkosten des Projekts werden auf rund 300 Millionen Euro geschätzt.

## Architektur
Das architektonische Konzept der geplanten Munich Arena basiert laut Lorenz Schmid auf drei zentralen Leitgedanken: einer markanten äußeren Gestaltung, einem technisch und funktional hochwertigen Innenraum sowie einer landschaftsplanerischen Einbettung, die sowohl gestalterische als auch nachhaltige Aspekte berücksichtigt. Ziel ist es, eine Konzertarena zu schaffen, die sowohl architektonisch als auch funktional höchsten Ansprüchen genügt und Besuchern ein umfassendes Erlebnis bietet.
Der Entwurf ist standortspezifisch auf die Freisinger Flur nahe dem Flughafen München ausgerichtet. Im Rahmen eines internationalen Architekturwettbewerbs wurde der Vorschlag des Londoner Büros POPULOUS Architects in Zusammenarbeit mit Schlaich Bergermann Partner (Tragwerksplanung) und Latz+Partner (Freianlagenplanung) ausgewählt. Der Entwurf berücksichtigt sowohl gestalterische Anforderungen als auch funktionale Herausforderungen, etwa im Hinblick auf Erreichbarkeit, Verkehrsführung und die Integration in das bestehende Umfeld.

## Kooperationspartner Live Nation
Ein zentraler Erfolgsfaktor des Projekts Munich Arena ist, nach Ansicht des Investors Lorenz Schmid, die Zusammenarbeit mit dem internationalen Veranstalter Live Nation. Das Unternehmen bringe umfangreiche Erfahrung aus dem Betrieb von über 350 Veranstaltungsstätten weltweit mit ein, darunter bekannte Arenen wie der Ziggo Dome in Amsterdam und die Royal Arena in Kopenhagen. Dieses Know-how soll in die Planung, den Bau und späteren Betrieb der Munich Arena einfließen.
Live Nation gelte zudem als einer der führenden Anbieter im Live-Entertainment-Bereich und organisiere jährlich mehr als 50.000 Konzerte, darunter Tourneen internationaler Stars. Die frühe Beteiligung des Unternehmens am Projekt basiere auf einer positiven Einschätzung des Standorts und des Marktpotenzials in der Region München, so Schmid.
Für ein Vorhaben dieser Größenordnung sei die Einbindung erfahrener Partner essenziell. Im europaweiten Wettbewerb um hochkarätiger Künstler spiele neben Lage und Wirtschaftskraft auch die Qualität und Kapazität der Veranstaltungsstätte eine entscheidende Rolle – insbesondere in Bezug auf Akustik, Sichtverhältnisse und das Gesamterlebnis für die Besucher.
Marek Lieberberg, Geschäftsführer von Live Nation Concerts Germany, bezeichnet die geplante Arena als den Beginn „eines neuen Zeitalters“ – sie biete, so Lieberberg, „eine notwendige neue Konzert- und Entertainment-Erfahrung, die den komplexen Bedürfnissen von Besuchern und Stars in jeder Hinsicht gerecht wird.“

## Verschiedenes
München und der Freistaat Bayern haben offiziell ihr Interesse an der Austragung der Olympischen Sommerspiele 2036, 2040 oder 2044 bekundet. Im Rahmen des Bewerbungskonzepts ist auch die Munich Arena vorgesehen – sie könnte als Austragungsort für die olympischen Schwimmwettbewerbe dienen. Projektverantwortliche sehen in der möglichen Einbindung der Arena ein Zeichen für das Vertrauen in die Qualität des Konzepts sowie in die infrastrukturelle Eignung des Standorts. Zugleich wird die Bewerbung als Chance für die Stadt Freising und die Region verstanden.
Mit einer Kapazität von 20.000 Besuchern soll die geplante Arena ein attraktiver Tour-Stopp für nationale und internationale Künstler werden und dabei das kulturelle Angebot in Freising und Umgebung erweitern sowie wirtschaftliche und touristische Impulse setzen. Eine von der Beratungsgesellschaft Deloitte durchgeführte Analyse prognostiziert bereits während der Bauphase eine regionale Wertschöpfung von rund 390 Millionen Euro. Nach der Eröffnung wird ein jährlicher wirtschaftlicher Effekt von über 350 Millionen Euro für die Stadt Freising und die umliegende Region erwartet. Die Arena wird somit nicht nur als kulturelles Projekt, sondern auch als bedeutender Wirtschaftsfaktor betrachtet.